# Jahn Teigen
Jahn Teigen, född 27 september 1949 i Tønsberg i Vestfold, död 24 februari 2020 i Ystad, var en norsk sångare, musiker och låtskrivare.
Teigen har spelat i olika grupper i Israel, Storbritannien, Danmark och spelat i norska band som Popol Vuh (som 1974 tvingades byta namn till Popol Ace då tyska Popol Vuh redan hade rätten till namnet), Lions of Judea och humorgruppen Prima Vera. Prima Vera lyckades bland annat med "Det är Sverige som är bra".
I schlagersammanhang var han med första gången i norska uttagningen 1974, och sjöng vinnarlåten, men framförde den inte i ESC. 1978 vann han med "Mil etter mil". I Eurovision Song Contest i Paris kom låten sist med noll poäng. Detta blev början på Teigens schlagerkarriär, som fram till 2009 resulterat i 40 album och två miljoner sålda skivor. År 2005 var han med i norska uttagningen för fjortonde gången.
När Galenskaparna och After Shaves föreställning Stinsen brinner spelades i Stockholm 1990 hoppade han in som ersättare (i trettio föreställningar) för Knut Agnred som spräckt blindtarmen. Detta ledde till att han bland annat kom att spela in Galenskaparna och After Shaves hit "Pappa jag vill ha en italienare" (från föreställningen) i en egen version och gav ut den som singel i Norge (där skivan sålde i 100 000 exemplar).
Teigen har tidigare varit gift med Anita Skorgan.
Från 2006 och fram till sin död bodde han på Klockaregården i Ingelstorp utanför Ystad.

## Bidrag i Melodi Grand Prix och ESC
Jahn Teigens bidrag i Norsk Melodi Grand Prix / Eurovision Song Contest
- "Hvor er du?" (1974)
- "Kjærlighetens under" (1975)
- "Hastverk" (1976)
- "Alltid en vind" (1976) (tillsammans med Gudny Aspaas)
- "Voodoo" (1976) (med Inger Lise Rypdal)
- "Mil etter mil" (1978)
- "Ja" (1980)
- "Adieu" (1982) (med Anita Skorgan)
- "Do-Re-Mi" (1983)
- "Glasnost" (1988)
- "Optimist" (1989)
- "Smil" (1990)
- "Jackpot" (1993)
- "Gi alt vi har" (1994)
- "Ariel" (1996) (tillsammans med Øystein Wiik som To Tenorer)
- "My Heart Is My Home" (2005)

## Diskografi (urval)
Studioalbum
- Teigens tivoli (Polydor) (1977)
- This Year's Loser (RCA Victor)  (1978)
- En dags pause (RCA Victor) (1979)
- Mentalkrem (RCA Victor) (1980)
- Klar dag/instamatik (RCA Victor) (1982)
- Klovn uten scene (EMI) (1988)
- Esilio paradiso (EMI) (1992)
- Rondo (EMI) (1993)
- Lys (EMI) (1996)
- Magnet (EMI) (2001)
- Utkledd som meg selv (Global Music) (2003)

## Priser och utmärkelser
- 1972 – Spellemannprisen, med Popul Vuh i klassen "rock".[4]
- 1978 – Spellemannprisen som bästa manliga artist för albumet This Year's Loser.[5][4]
- 1983 – Spellemannprisen, juryns hederspris.[5][4]
- 1984 – Gammleng-prisen i klassen "pop".[5][4]
- 2003 – Norsk Artistforbunds Ærespris.[5][4]
- 2004 – Vestfold fylkeskommunes Kunstnerpris.[6]
- 2009 – Gammleng-prisen i klassen "veteran".[4]
- 2009 – Spellemannprisen, juryns hederspris.[4]
- 2010 – St. Olavs Orden, "Ridder av 1. klasse".[4]
- 2014 – Komiprisen, hedersprisen, tillsammans med Prima Vera.[7]